# Impact environnemental de l'élevage

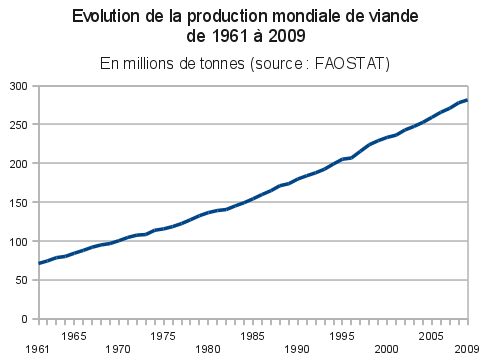

L'impact environnemental de l'élevage, intensif ou extensif, inclut la consommation d'eau et d'énergie, un risque de pollution de l'eau, et une substitution des forêts par des prairies destinées à l'élevage du bétail, ou des prairies par des cultures annuelles destinées à l'alimentation animale.
Certaines sources évoquent aussi une plus forte contrainte sur les territoires, une réduction de la biodiversité et une production de gaz à effet de serre. En effet, l'Organisation des Nations unies pour l'alimentation et l'agriculture (FAO), dans un rapport publié en 2013, estime que l'élevage est responsable d'environ 14,5 % des émissions de gaz à effet de serre d'origine humaine. Cette part est ramenée à 12 % dans un rapport de 2023.
L'impact dépend notamment du type d'élevage :
- l'élevage intensif basé sur la concentration d'animaux confinés dans des bâtiments ou des parcs fermés, nourris avec des aliments distribués par l'éleveur. Dans les systèmes traditionnels intensifs seuls les animaux monogastriques comme la volaille ou le porc étaient élevés. Cet élevage avait une importante fonction de recyclage des déchets de la production alimentaire (déchets de cuisine, son de céréales, aliments avariés, résidus de récolte, produits forestiers comme les glands de chêne) ce qui permettait d'éviter de détourner des aliments directement utilisables pour la nutrition humaine. Dans les systèmes modernes, des cultures végétales intensives alimentent des élevages intensifs de presque toutes les espèces (seules quelques espèces comme l'oie, le mouton et la chèvre ne supportent pas ce mode de production) en utilisant des techniques modernes : bâtiments thermorégulés et ventilés, système hors sols, énergies fossiles, machinisme, engrais chimiques et minéraux, pesticides. Dans ces élevages le principal problème local est la gestion des effluents et les risques classiques associés à l'agriculture intensive. L'élevage intensif implique par ailleurs une production non locale d'aliments à destination des animaux élevés : cette production a elle-même un impact environnemental, local et global (notamment par déforestation et émission de gaz à effet de serre) ; c'est également le cas du transport des aliments ainsi produits vers le lieu de l'élevage.
- l'élevage extensif repose sur la libre circulation ou le parcage d'animaux dans des pâtures, c'est-à-dire des prairies naturelles ou artificielles (i.e. semées avec des espèces végétales pâturables choisies et entretenues par l'éleveur). Ces systèmes ont peu évolué avec l'apport des techniques modernes et restent très proches des systèmes pré-industriels. En général ils n'utilisent pas d'engrais chimiques ni de pesticides, ce qui explique notamment les fréquentes conversions en agriculture biologique des élevages de bovins à l'herbe. Le principal risque de l'élevage extensif est une mauvaise régulation de la charge en bétail dans l'espace et le temps, ce qui peut causer des dégâts en cas de surpâturage[1] mais aussi des rejets d'azote y compris en élevage biologique[2].

C'est le mode d'élevage intensif qui rassemble la majorité des nuisances environnementales dans les pays développés. Dans les pays pauvres c'est plutôt l'élevage extensif qui pose des problèmes d'emprise spatiale, de dégradation de la végétation naturelle et de compétition pour l'eau dans les zones arides. Les deux modes d'élevage ont un impact global important sur le climat, sur la biodiversité, et sur le couvert forestier.

## Impact sur l'eau et les flux hydriques
L'élevage fait partie des activités utilisant de l'eau. La consommation d'eau prend plusieurs formes :
- La consommation d'eau directe des animaux : une vache en lactation consomme en moyenne 115 litres d'eau par jour[3].
- Le nettoyage des structures d'élevages, d'abattage et de transformation de la viande, ce qu'on peut appeler « eau grise ».
- L'éventuelle irrigation des surfaces de pâtures ou de production d'aliments destinés aux animaux.

Au total, il faut par exemple entre 550 et 700 litres d'eau pour produire un kg de viande bovine.
À ces usages il est parfois ajouté l'eau des précipitations reçue par les surfaces agricoles de pâtures ou de production d'aliments pour animaux, ce qui permet de calculer l'eau virtuelle consommée pour la production de viande. Cette approche est contestée car elle suppose que le flux d'eau dans l'environnement serait perdu et que cette eau pourrait être détournée pour de la production alimentaire à destination des humains. L'eau consommée en un point et un instant n'est pas retirée à d'autres centres et dates de consommation, il est donc abusif de la considérer comme consommée. Par ailleurs, cette eau fait partie du cycle de l'eau et serait « consommée » même en l'absence d'animaux.
L'utilisation de l'eau pour l'élevage peut être source de conflit de l'eau si les prélèvements ne respectent pas certaines conditions :
- Limiter au maximum les surfaces imperméabilisées.
- Respecter un débit permettant le fonctionnement des biotopes, par exemple en effectuant les prélèvements durant les crues et non pas à l'étiage.
- Ne pas dépasser la capacité de renouvellement des aquifères et surveiller l'état des cours d'eau ou plans d'eau qui pourraient en dépendre.
- Ne pas altérer la qualité physico-chimique des cours d'eau.
- Ne pas perturber les peuplements animaux et végétaux aquatiques par l'action de prélèvement.
- Ne pas rendre artificiels les flux hydriques en multipliant les ouvrages (barrages, digues, seuils).

Il est tout à fait possible d'organiser le prélèvement du flux pour minimiser l'impact sur l'environnement en mettant en œuvre des infrastructures adaptées et un système de régulation transparent pour assurer un partage équitable de l'eau entre tous les usages, y compris dans des zones où la ressource est très limitante comme le Sahel. Dans les zones à pluviométrie saisonnière, des retenues d'eaux collinaires ou des barrages permettent de prélever une très faible proportion des flux hivernaux sans impact sur l'environnement tout en assurant l'irrigation de vastes surfaces agricoles durant la saison sèche. Cette stratégie de stockage des flux hivernaux est notamment évoquée dans le rapport La gestion quantitative de l'eau en agriculture pour soulager les prélèvements dans les nappes phréatiques et pour préparer l'agriculture française au changement climatique.
Dans certains cas, ces infrastructures peuvent être mises à contribution pour soutenir le débit d'étiage, ce qui assure la protection des biotiques en cas de sécheresse. En France l'insuffisance structurelle de ces équipements provoque des tensions dans certaines régions. C'est le cas du Lot-et-Garonne, zone de production de maïs destiné à l'élevage, qui n'est pas équipée de suffisamment de bassins de stockage des précipitations hivernales pour éviter des prélèvements non durables dans les nappes phréatiques.
L'élevage non maîtrisé peut avoir un impact sur la qualité de l'eau. Il est en effet cause de pollution des cours d'eau et nappes phréatiques, en raison des rejets animaux et humains : les antibiotiques et les hormones absorbés par les animaux se retrouvent dans leurs urines et déjections, tandis que les engrais et les pesticides utilisés pour les cultures fourragères s'introduisent dans les sols jusqu'aux réserves d'eau souterraines… Par exemple, les quantités importantes d'azote et de phosphore utilisées pour l'agriculture fourragère, qui s'introduisent dans les cours d'eau et nappes souterraines puis sont rejetées dans les baies, sont responsables de la prolifération d'algues vertes qui polluent certains littoraux, comme celui de Bretagne.
Selon une étude, à l'ouest des États-Unis le pâturage intensif du bétail a eu un impact négatif sur 80 % des cours d'eau et des habitats des rivières. Cela se traduit par une augmentation de la température, de la turbidité, des concentrations en phosphates, en nitrates, et par une réduction de la quantité d'oxygène dissout et de la biodiversité. Une autre étude indique qu'à l'est des États-Unis la production de déchets des élevages porcins a également causé une eutrophisation de grande échelle, incluant le Mississippi et l'océan Atlantique.

## Utilisation des terres
| Viande de bœuf    | 121,8 |
| Poisson           | 94,6  |
| Viande de porc    | 42,6  |
| Autres viandes    | 42,6  |
| Volailles         | 21,7  |
| Légumes secs      | 18,6  |
| Œufs              | 16,5  |
| Produits laitiers | 5,9   |
| Fruits            | 4,6   |
| Légumes           | 4,2   |
| Pommes de terre   | 2,0   |

### Organisation de l'assolement mondial
L'élevage intensif nécessite de très grandes quantités de nourriture et donc indirectement de grandes étendues de terres cultivables. Le pâturage représente ainsi 26 % de la surface émergée du globe, tandis que la production fourragère requiert environ un tiers de toutes les terres arables. Au total, ce sont de 70 à 78 % des terres agricoles qui sont utilisées directement ou indirectement pour l'élevage.
En France, pays possédant un fort potentiel agricole, 30 % du territoire est constitué de prairie toujours en herbe, c'est-à-dire des jachères ou des zones destinées à la production animale. La plupart des zones traditionnelles d'élevages de ruminants (c'est-à-dire d'animaux pâturant) sont toutefois des zones trop humides (Camargue et marais côtiers de la façade atlantique, Normandie, Pays de la Loire, Massif Central, Morvan), trop sèches (Sahel et plaines du Sud des États-Unis, pelouse calcaire) ou trop montagnardes (alpage) pour accueillir des cultures alimentaires. Ce poids relatif de l'élevage signifie surtout que les terres arables sont relativement rares même sous les climats a priori favorables.

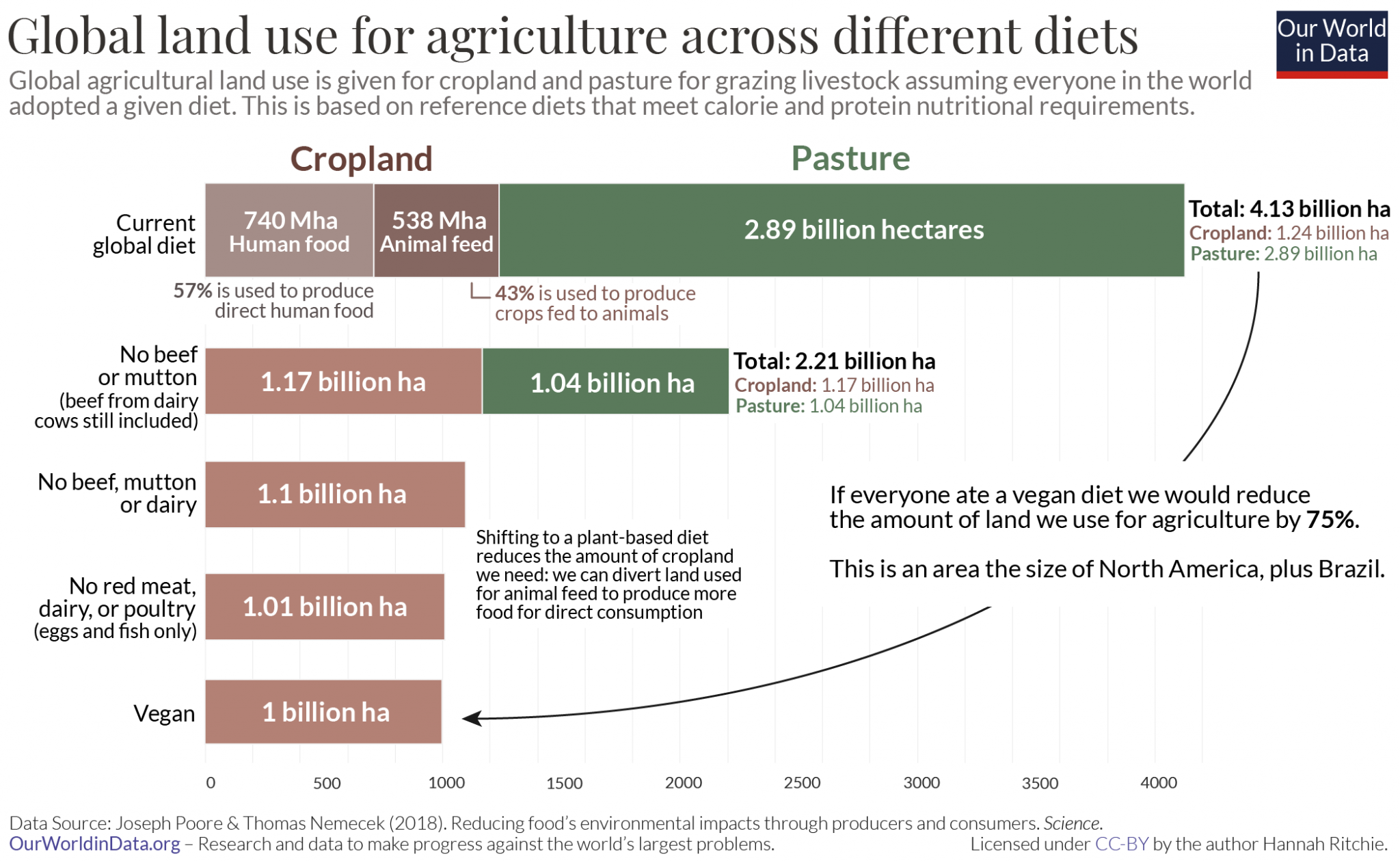
La superficie des terres agricoles nécessaires dans le monde serait réduite de près de moitié si aucune viande de bœuf ou de mouton n'était consommée.

Les militants anti-viande considèrent que la production de viande empiète sur l'environnement et sur la disponibilité alimentaire des plus pauvres. Ainsi, selon Doan Bui, la production de viande a été multipliée par cinq entre les années 1950 et les années 2000 ; 80 % de l'alimentation animale vient de cultures qui conviendraient à l'alimentation humaine et 60 % de la production mondiale de céréales est consacrée à l'élevage industriel, alors qu'elle pourrait être utilisée pour alimenter les 850 millions d'humains victimes de malnutrition. Ces conclusions ont avant tout une valeur symbolique car elles ne prennent pas en compte la complexité des contraintes socio-économiques, climatiques et pédologiques. L'augmentation brutale du prix des matières premières agricoles a certes provoqué des troubles durant la crise alimentaire mondiale de 2007-2008, mais elle n'a pas pour autant provoqué de famine malgré la multiplication par 3 du prix des principales céréales. Ce paradoxe s'explique par le fait que ce sont en majorité des agriculteurs des pays les plus pauvres qui souffrent de la faim et de la malnutrition : ils ne s'alimentent pas sur le marché mondial mais sur leur propre exploitation qui doit assurer leur besoin alimentaire et dégager un surplus qu'ils commercialisent localement pour obtenir un revenu complémentaire. La famine et la malnutrition endémique s'explique alors par le rendement trop faible de ces exploitations, les difficultés d'accès au foncier et les pertes après récolte. L'origine de cette brusque augmentation de la demande agricole est aujourd'hui attribué à la demande en biocarburant : le faible cours des céréales et des oléagineux, couplé aux subventions, notamment aux États-Unis, a rendu ces produits moins couteux que le pétrole, ce qui a accru la demande.
De nombreux experts soutiennent plutôt des programmes de développement agricole permettant d'augmenter parfois de manière spectaculaire la production agricole comme ce fut le cas au Malawi passé de la famine à l'exportation en moins d'une décennie. L'augmentation de la production locale bénéficie directement aux populations exposés et leur permet de dégager un surplus commercialisé qui permet à son tour de nourrir avec des aliments non importés les populations locales. La réduction des pertes après récolte, qui peut atteindre 15 à 50 %, est aussi un enjeu important : des initiatives de la FAO et d'ONG permettent de réduire ces pertes de façon très efficace.

### Pression sur les surfaces forestières tropicales
Les terres cultivables et les pâturages sont souvent des surfaces qui étaient des écosystèmes sauvages comme des forêts et qui ont été converties en terres exploitables. Quand la demande mondiale augmente comme aujourd'hui, ces surfaces requises de terres agricoles et de pâturages conduisent de la même manière à l’empiétement de territoires inexploités et à la déforestation des zones des forêts primaires.
L'agriculture sur brûlis a au moins autant de responsabilités dans la déforestation. Cette expansion a augmenté le taux d'extinctions d'espèces animales et végétales, et réduit les services offerts par la nature, tels que l'élimination naturelle des polluants. Selon l'Organisation des Nations unies, « la déforestation induite par l'élevage est l'une des principales causes de la perte de certaines espèces animales et végétales uniques dans les forêts tropicales d'Amérique centrale et d'Amérique du Sud, ainsi que de la libération de carbone dans l'atmosphère. »
L'Organisation des Nations unies pour l'alimentation et l'agriculture (FAO) considère que « la production extensive de bétail est l'un des principaux agents de la destruction des forêts tropicales d'Amérique Latine, ce qui provoque des dégâts environnementaux considérables dans la région ». Une étude antérieure de la FAO avait établi que 90 % de la déforestation était due à des pratiques agricoles non durables. Sur-pâturés, ces terrains perdent leur capacité à supporter la production animale, ce qui rend nécessaire davantage d'expansion agricole. En 2008, 20 % des zones forestières initiales d'Amérique centrale et 38 % de l'Amazonie ont été abattus pour l'élevage des bovins.
En 2009, une étude de l'ONG Greenpeace pointait l'élevage intensif de bovins comme la principale cause de déforestation en Amazonie. « Au cours des dernières années, un hectare de forêt primaire amazonienne a été détruit toutes les 18 secondes en moyenne par les éleveurs de bétail », selon Greenpeace. L'élevage du bétail est ainsi responsable d'environ 80 % de la destruction de la forêt amazonienne et de 14 % de la déforestation mondiale chaque année, contribuant ainsi largement aux émissions de gaz à effet de serre.

## Élevage et désertification
Cette section ne s'appuie pas, ou pas assez, sur des sources secondaires ou tertiaires indépendantes du sujet.

Pour l'améliorer, ajoutez-en, ou placez des modèles {{Source secondaire souhaitée}} ou {{Source secondaire nécessaire}} sur les passages mal sourcés. (juillet 2024)
L'élevage, et plus généralement la pression des populations de troupeaux herbivores, est souvent accusé de provoquer la désertification. L'application de cette théorie n'a pas permis d'obtenir des résultats tangibles dans la lutte contre la désertification dans les zones à pluviométrie saisonnière et a été remise en cause par les travaux d'Allan Savory. Ces travaux ont permis de comprendre le fonctionnement naturel d'une prairie tropicale :
- La pluie saisonnière provoque une pousse rapide de graminées.
- Des troupeaux denses et très mobiles consomment et piétinent la totalité du couvert et restituent les minéraux sur place par leurs déjections riches en micro organismes. Cette phase de pâtures intensives est courte, au plus 2 à 3 jours, les animaux ne restent pas sur la zone souillée.
- Le sol « travaillé », couvert de graminées mortes écrasées, et fertilisé par les animaux, est protégé contre l'érosion, conserve l'humidité ce qui permet la formation d'humus et devient alors un bon support pour la génération suivante de graminées.

Savory explique la forte augmentation des surfaces désertiques depuis l'apparition de l'homme moderne par la pression de la chasse : en éliminant les grands troupeaux herbivores, les humains ont cassé ce cycle naturel. Les troupeaux domestiques trop peu nombreux et trop sédentaires ne reproduisent pas les conditions de la régénération de ces prairies.
Traditionnellement, les éleveurs utilisent l'écobuage pour régénérer les prairies, mais cette pratique comporte de nombreux dangers : pollution notamment dioxine et goudrons, destruction des arbres et incendies non maitrisés. De plus cette technique ne règle pas le problème de la formation de la terre arable, elle ne fait que libérer la place et des minéraux : le sol s’appauvrit irrémédiablement en matière organique, ce qui dégrade sa capacité à accueillir une prairie productive.
Pour sortir du cercle vicieux de la désertification, Allan Savory propose d'augmenter la charge en troupeau d'élevage et sauvage d'un facteur 2 à 4 selon les zones, de regrouper les animaux en troupeaux denses et de pratiquer une rotation rapide des pâtures. Quinze millions d'hectares dans le monde on déjà été traités avec cette méthode avec des résultats spectaculaires. Cette technique est appelée le management holistique ou global du pâturage.
Cette technique demande néanmoins une application rigoureuse et une évaluation précise des besoins des troupeaux et des quantités de biomasses pâturable pour calculer la charge par unité de surface avant que plus des 2/3 du couverts soient consommés mais après que les animaux aient restitué les minéraux via leurs déjections. Elles ne sont aussi utilisables que dans des zones avec une pluviométrie saisonnière significative et ne s'adressent donc pas à des véritables zones arides. Ces conditions rendent difficiles son application sans encadrement technique solide. Une autre limite est l'apport en eau pour les animaux confinés dans un espace limité : il faut soit créer des zones de pâtures avec à chaque fois un accès à des abreuvoirs, soit apporter de l'eau.
Le management holistique a fait ses preuves au Chiapas et en Australie.
Le même principe est employé en élevage en zone tempérée avec la rotation intensive des pâtures.
En l'absence de troupeaux sauvages ou d'élevages, la prairie ne peut se renouveler : sans eau, la matière végétale morte, qui reste souvent dressée, s'oxyde très lentement, cette biomasse morte empêche la pousse de la génération suivante tout en laissant du sol nu qui subira l'érosion.

## Impact sur la biodiversité
L'élevage a des effets multiples sur la biodiversité des milieux où il est implanté : le développement d'écosystèmes plus ou moins riches dans les prairies destinées à l'élevage est contrebalancé par les effets négatifs de la déforestation, pour créer des zones d'élevage ou d'agriculture intensive pour nourrir les animaux d'élevage, ou de l'agriculture intensive elle-même.
Comme toutes les prairies, celles utilisées pour l'élevage, notamment bovin, sont des zones de biodiversité intéressante et participent à la diversité des paysages. Par exemple, l'irrigation pour l'élevage des pelouses calcaires, milieu d'origine anthropique et protégé en France et de la plaine de la Crau a permis de transformer une zone quasi désertique en centre de production d'ovins et de foin de Crau. Cette zone et son système d'irrigation sont maintenant protégés par un classement Natura 2000.
Mais l'élevage, et notamment l'élevage industriel est responsable d'une grande part de la perte de biodiversité dans le monde ces dernières décennies. Plusieurs facteurs liés à l'élevage sont liés à cette perte de biodiversité mondiale :
- La déforestation : la transformation de zones forestières, et en particulier de forêts primaires, en zone de pâturage ou de production de nourriture animale représente une grande perte de biodiversité[44], car on transforme des habitats naturels riches et très diversifiés en zone de monoculture ou de pâturage, à la biodiversité plus pauvre. On estime par exemple que 40 % de la forêt amazonienne aura disparu d'ici 2050 si les tendances agricoles actuelles se poursuivent[45].
- La pollution des sols et des habitats naturels : les rejets d'intrants chimiques, d'azote et de phosphore dans les sols et les eaux dégradent les habitats naturels et contribuent ainsi à l'endommagement de la biodiversité, animale comme végétale.
- La fragmentation des habitats naturels : la réduction de la surface et de la continuité des parcelles d'habitat naturel pour les besoins de l'élevage ou de l'agriculture fourragère réduit l'habitat des espèces endémiques et contribue à leur disparition ou leur réduction, car elles ne peuvent plus interagir correctement avec leur environnement ni trouver de la nourriture en abondance[46].

## Bilan protéique
Une des critiques contre l'élevage est qu'il consomme des protéines végétales – près de 44 % des céréales produites dans le monde sont destinées aux animaux d'élevage – pour un faible rendement : pour une kcal sous forme de viande, l'animal doit ingérer en moyenne 7 kcal (de 3 kcal pour les poulets à 16 kcal pour les bovins), ce qui se traduit également par un besoin de 7 à 10 kg de végétaux pour obtenir 1 kg de viande bœuf, 4 à 5,5 kg pour 1 kg de viande de porc. Toutefois, près de 86 % des aliments consommés par les animaux d'élevages ne sont pas propres à la consommation humaine. Ainsi, 3,2 kg d'aliments comestibles pour l'homme sont nécessaires pour produire 1 kg de viande d'animal monogastrique (porc, volaille), et 2,8 kg pour produire de la viande de ruminant (bovins, ovins). Il a été estimé que sur une année, le nombre de personnes pouvant être nourries par hectare était de 22 pour les pommes de terre, 19 pour le riz, 2 pour l'agneau et 1 pour le bœuf.
La qualité d'une protéine s'exprime à l'aide du score chimique corrigé de la digestibilité (SCCD) et montre que les protéines végétales sont en moyenne moins assimilables que les protéines animales. Si on cherchait à couvrir les besoins en acides aminés essentiels avec une seule source végétale (céréale ou légumineuse), il faudrait alors une quantité moyenne 1,75 fois plus importante. Toutefois, les protéines végétales provenant d'une association entre une céréale et une légumineuse comportent alors les huit acides aminés essentiels en quantité suffisante. Ces protéines végétales pourraient donc nourrir plus d'humains que la viande. Une alimentation saine et durable devrait reposer sur un apport minimal de protéines végétales de 50-60 %, contre 30 % dans les pays développés en 2016. Un régime strictement végétarien est possible mais ne semble pas répondre aux critères d'une alimentation saine et durable (carences possibles, valorisation des fourrages par les animaux). 

## Élevage et changement climatique

### Rejet de gaz à effet de serre
Selon un rapport de l'Organisation des Nations unies pour l'alimentation et l'agriculture (FAO) en 2013, l'élevage est responsable de 14,5 % des émissions anthropiques de gaz à effet de serre (GES). L'Institut international pour l'analyse des systèmes appliqués (IIASA en anglais), estime quant à lui cette part à 14 % des émissions anthropiques. Ces études prennent en compte l'ensemble de la filière d'élevage, y compris le transport, la transformation et la distribution des produits carnés, mais aussi la déforestation et la dégradation des sols. En 2023, la FAO publie un nouveau rapport dans lequel elle estime que l'élevage est responsable de l'émission de 6,2 Gt d'équivalent CO2, soit 12 % des émissions d'origine anthropique totales.
Aux États-Unis, l'agriculture produit 6,9 % du CO2, avec là aussi des rejets à peu près équivalents pour la production animale et végétale. L'INRA estime que l'élevage compte pour 80 % des émissions de GES du secteur agricole mondial. Selon l'Institut national de la recherche agronomique (INRA), le méthane (qui provient pour la quasi-totalité de l’activité biologique de l’animal) représente à lui seul près de 60 % du pouvoir réchauffant des émissions de GES liées à l’élevage contre 25 % pour le N2O (issu principalement de la fertilisation azotée et des effluents d’élevage) et 15 % pour le CO2 (issu principalement de la consommation de carburant pour le fonctionnement de la ferme et la production d’intrants).
L'association végétarienne belge EVA estime que ne pas manger de viande d'élevage un jour par semaine équivaut à une économie de 170 kg de CO2 par personne et par an (soit un trajet de 1 100 km en automobile). Eschel et Martin arrivent à la conclusion qu'un consommateur américain moyen qui consomme en moyenne 27,7 % de calories d'origine animale dans son alimentation et qui réduirait ce montant à 20 % économiserait environ 0,5 tonne d'équivalent CO2 par an.
Reijnders et Soret concluent que les impacts environnementaux sont 4 à 100 fois plus importants lors de la production d’une unité de protéine animale moyenne que la production d’une unité de protéine de soja. Le poisson demanderait quant à lui 14 fois l’énergie nécessitée par la culture du soja pour le même rendement protéinique.
Enfin, l'élevage est également destiné à produire les produits laitiers. En 2008, l'Organisation des Nations unies pour l'alimentation et l'agriculture (FAO) estime ainsi à plus de 1,5 milliard le nombre de bovins sur Terre, produisant environ 60 millions de tonnes de viande bovine, mais également près de 720 millions de tonnes de lait. Cette production de lait générait 4 % des rejets de GES en 2010 d'après la FAO, pour une disponibilité de 100 litres de lait par an et par humain.
Selon un rapport de Greenpeace publié en mars 2018, les gaz à effet de serre (GES) issus de l'élevage (en tenant compte du changement d'affectation des sols) représentent 14 % des émissions globales anthropiques, ce qui est comparable aux émissions du secteur des transports. L'ONG estime que la production de viande (ainsi que les produits laitiers) menace 6 des 9 limites planétaires, qu'elle représente jusqu'à 80 % de la surface des terres agricoles, et qu'elle est la source de 80 % de la déforestation de la forêt amazonienne. Elle conclut que nous devrions réduire de moitié notre consommation de viande pour atteindre les objectifs climatiques de l'accord de Paris sur le climat.
Le 8 août 2019, en conclusion de son « rapport spécial » sur le changement climatique et l’utilisation des sols, le GIEC recommande une alimentation riche en aliments d'origine végétale. Selon Debra Roberts, coprésidente du groupe de travail II du GIEC, « les régimes alimentaires équilibrés riches en aliments d’origine végétale tels que les céréales secondaires, les légumineuses, les fruits et les légumes, et les aliments d’origine animale produits de façon durable dans des systèmes à faibles émissions de gaz à effet de serre offrent de bonnes possibilités d’adaptation aux changements climatiques et de limitation de ces changements ».
Dans une tribune signée en novembre 2019, 11 000 scientifiques climatologues, mais aussi biologistes, physiciens, chimistes ou agronomes issus de 153 pays, préviennent que les humains risquent des « souffrances indescriptibles » liées au changement climatique et appellent à des transformations des modes de vie afin de préserver la Terre, notamment en réduisant la consommation de viande,.

### Études relativisant l'impact de l'élevage
Une étude de 2009 du Pr Mitloehner – « en partie financée par les producteurs de viande » – conclut que les régimes consommant moins ou pas de viande n'auraient pas d'impact sur les rejets de gaz à effet de serre et donc sur le bilan énergétique de l'alimentation.
Un scientifique américain a estimé que les cheptels sauvages de bisons, de cerfs et de chevreuils vivant aux États-Unis avant l'arrivée des Européens produisait 86 % des rejets de CH4 du cheptel d'élevage actuel.

### Pistes possibles de progrès
Les rejets de méthane ne sont pas une fatalité, ils sont le résultat d'un rendement trop faible de la fermentation des ruminants. De nombreux travaux de recherche sont menés pour réduire ces rejets, en s'appuyant sur plusieurs facteurs :
- les aliments distribués ;
- compléments alimentaires ;
- les bactéries et symbiotes du système digestif ;
- la génétique des animaux.

Les rejets de méthane représentant 2 à 12 % de l'énergie absorbée par les ruminants, la marge de progression est bien réelle.
Une autre voix de recherche très intéressante est l'étude du kangourou, ce dernier produit 1/3 à 1/4 du méthane d'une vache (et non pas zéro comme cela fut longtemps cru). À l'heure actuelle, les scientifiques n'arrivent pas encore à expliquer cette performance, et encore moins à transposer cette capacité aux ruminants d'élevage.

## Impact sanitaire

### Zoonoses
L'élevage intensif concentre sur une petite surface un grand nombre d'animaux présentant le plus souvent une très faible diversité génétique, notamment due à l'insémination artificielle à partir de quelques mâles sélectionnés, ce qui rend les animaux d'autant plus sensible aux zoonoses, conduisant parfois à avoir recours à des mesures d'abattage massif.

### Résistance aux antibiotiques
En 2013, d'après l'OMS, au moins 50 % des antibiotiques mondiaux sont destinés aux animaux (usage préventif ou comme facteur de croissance), malgré la mise-en-place de mesures visant à réduire l'utilisation d'antibiotiques dans l'élevage. Du fait de la promiscuité et du peu de diversité génétique dans les élevages industriels, ces consommations massives d'antibiotiques aboutissent à l'apparition rapide de pathogènes antibiorésistant. La diffusion de ces pathogènes dans l'environnement se produit notamment par les déjections animales qui vont polluer les sols et les eaux, elle peut aussi se faire par la viande en cas de cuisson insuffisante. Par le même procédé, des résidus antibiotiques sont propagés dans l'environnement, contribuant aussi à la création et la diffusion de cette antibiorésistance.

## Pollution

### Émissions d'ammoniac
Selon la FAO, le secteur de l’élevage représente 64 % des émissions d’ammoniac dues aux activités humaines et contribue ainsi aux pluies acides : bien que l'ammoniac contribue à augmenter le pH de l'eau de pluie en se dissociant en ammonium,,,,, ce dernier favorise une fois au sol l'acidification du milieu. Selon la Commission européenne, en 1999, les déjections animales étaient à l'origine de 80 % des émissions d'ammoniac d'origine agricole, contribuant ainsi à l'acidification des sols et de l'eau.

### La pollution au nitrate et au phosphore
L'élevage génère des déjections animales riches en azote et phosphore, minéraux impliqués dans deux phénomènes environnementaux perturbant les écosystèmes : l’eutrophisation et la prolifération d'espèces nitrophile. Ces pollutions apparaissent dans certains cas :
- L'existence d'un déséquilibre entre la surface d'application des déjections et la quantité appliquée : les animaux ne produisent pas de minéraux mais rejettent ceux apportés par l'aliment. Si l'agrosystème d'une ferme ou d'une zone est auto suffisant, l'élevage ne va pas provoquer de surplus minéral. Par contre, une zone qui concentre un grand nombre d'élevages qui importent de grandes quantités d'aliments exogènes est structurellement polluée. C'est par exemple le cas de la Bretagne[86]. Face à cette situation, la seule solution réellement efficace est de déménager les élevages ou d'exporter les déjections animales[87] vers des zones céréalières trop pauvres en élevage, ce qui leur permet alors de réduire leur besoin en engrais minéraux.
- Le second cas est l'application des déjections en période de lessivage ou de percolation des terres. Un fumier ou un lisier appliqué sur un sol nu l'hiver ne sera pas absorbé par la végétation en dormance mais sera emporté par les précipitations. De même, en plein été, en l'absence de culture en place l'épandage est inutile, les minéraux étant lessivés en cas d'orage. Pour éviter cette fuite d'azote, la réglementation interdit l'épandage en cas de pluie, de gel, de neige[88].
- Le dernier cas est la fuite de matière durant le stockage des déjections en maturation ou en attente d'épandage. En France, la réglementation oblige les agriculteurs à s'équiper de fosses étanches avec des systèmes de récupération des jus (le purin) pour éviter ce type de pollution[89].

Des travaux récents montrent aussi que la dilution des fèces et de l'urine des animaux dans de la paille ou un autre substrat végétal avec un rapport carbone/azote (C/N) très élevé peut complètement inverser l'effet de l'apport de ces déjections sur la minéralisation (et donc la libération) de l'azote dans le sol. Un fumier très riche en paille ne va pas provoquer une libération d'azote mais au contraire une faim d'azote dans le sol : l'intégration de la matière organique apportée sur un sol dans l'humus est le résultat de l'action de la micro et macrofaune du sol. L'équilibre nutritionnel de cette microfaune repose sur un C/N de 24. Si le fumier est en dessus de ce ratio, l'épandage provoquera une baisse des quantités d'azote libre dans le sol : la microfaune va puiser dans les réserves d'azote pour minéraliser la matière organique apportée. Il est donc tout à fait possible de réaliser des épandages de déjections animales sans provoquer de libération d'azote dans le sol, en s'assurant d'avoir un produit organique avec un ratio C/N élevé et une bonne activité biologique (température et humidité suffisantes). Pour corriger un ratio C/N trop faible, on peut utiliser de la paille voire de la sciure de bois.
Dans un agrosystème cohérent et correctement mené, l'élevage ne doit pas générer de pollution minérale mais au contraire permettre de réduire l'usage d'engrais minéraux en engraissant les terres occupées par des cultures. La ferme modèle de durabilité est une polyculture élevage qui produit l'aliment de ses animaux sur place et fertilise les champs avec ses propres fumiers, lisiers ou fientes. En agriculture biologique, la polyculture élevage est le modèle de référence ; 64 % des surfaces en agriculture biologique sont des pâtures ou des cultures fourragères exclusivement destinées à l'élevage.